# Stine Dutmers

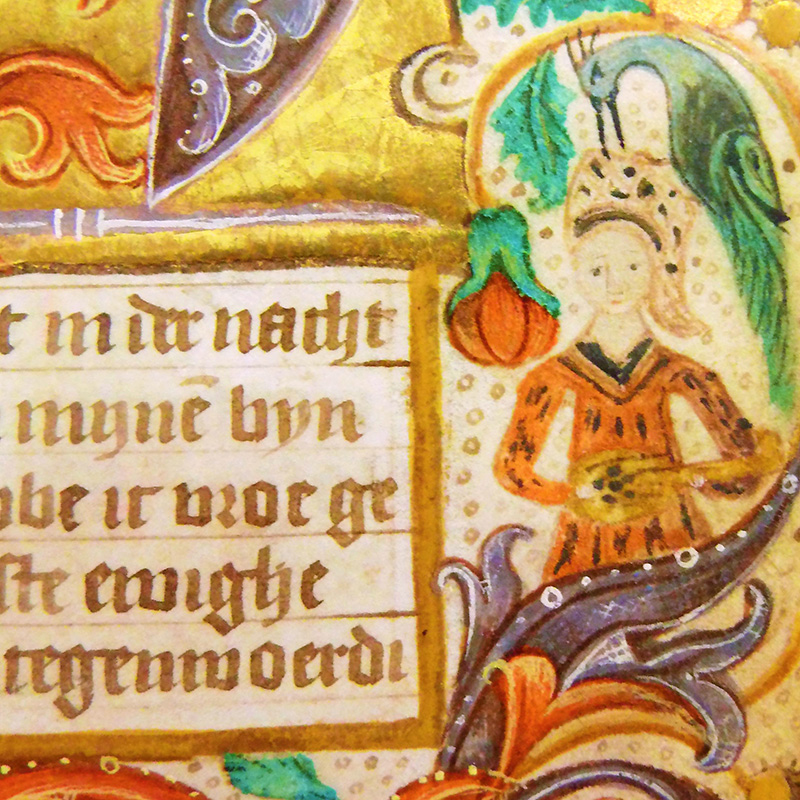
Illustratie uit Thesinge Hs. 2636

Stine Dutmers (ook wel Styne Dutmars genoemd) (overleden na 1566) was een benedictijnse non uit het Nederlandse dorp Thesinge.

## Levensloop
Het klooster Germania van Thesinge, waarvan alleen Kloosterkerk Thesinge resteert, werd aan het eind van de middeleeuwen gezien als een van de belangrijkste boekproducenten van de Ommelanden. Het klooster was in de zestiende eeuw met de boekproductie begonnen. Dit werd gedaan door de nonnen die dit leken te hebben overgenomen van het klooster Selwerd.

Foto van het colofon van getijdenboek Hs. 2636 voordat het handschrift werd gestolen. De tekst bevat de naam van de non Stine Dutmers: "gescreven van suster stine dutmers, nunne to tesinge".

Zuster Stine hield zich in de tweede helft van de zestiende eeuw bezig met het verluchtigen van handschriften, oftewel het versieren van de teksten met illustraties, decoraties en gestileerde letters. Naast het verluchtigen van handschriften schreven de nonnen ook voorbeeldteksten over op perkament. Zuster Stine ondertekende haar werk soms met haar naam en daardoor is ten minste één handschrift aan haar toe te schrijven. Waarschijnlijk staan de initialen S.D. die in het colofon van getijdenboeken vermeld ook voor haar.
Zij heeft dit werk gedurende zo'n 12 jaar gedaan. Haar naam wordt vermeld in het colofon van drie door haar geïllustreerde of gekopieerde getijdenboeken. Een van die boeken, Thesinge Hs. 2636 werd in 2009 gestolen uit de bibliotheek van Gent, waarna het colofon werd weggeradeerd, zodat het boek niet meer te identificeren zou zijn. Het boek werd later teruggevonden.
Onder andere illustreerde zij waarschijnlijk een gebedenboek in het Middelnederlands, dat een illustratie bevat van de heilige Ontkommer.
Stine was waarschijnlijk de zus van Johannes Dutmars, een pater die in 1533 abt werd van het klooster in Rottum.

## Bekende werken
Stine Dutmers resp. S.D. is bekend als illustrator van de volgende handschriften:
- Thesinge Hs. 2636, 1527, opdracht van ‘Juffer Clara’. Dit bevindt zich in de UB van Gent, in colofon naam Stine Dutmers
- Ltk 235, 1527, psalter, Universiteitsbibliotheek van Leiden, niet met zekerheid toegeschreven Stine Dutmers, maar in het colofon staan de initialen s.d. en het psalter is gemaakt in de stijl van het klooster in Thesinge.[7]
- Thesinge Hs. 274, 1515-1518. Dit bevindt zich in de UB van Groningen, in colofon initialen S.D.
- Thesinge Thott Ms. octavo 131, 1529, in opdracht van een Franciscaanse zuster. Dit bevindt zich in de KB van Kopenhagen, in colofon initialen S.D